# Tejasa umbrata
Tejasa umbrata är en insektsart som beskrevs av William Lucas Distant 1906. Tejasa umbrata ingår i släktet Tejasa och familjen Flatidae. Inga underarter finns listade i Catalogue of Life.